# Терлічка
Терлічка (пол. Terliczka) — село в Польщі, у гміні Тшебовнисько Ряшівського повіту Підкарпатського воєводства.
Населення — 607 осіб (2011).
У 1975-1998 роках село належало до Ряшівського воєводства.

## Демографія
Демографічна структура станом на 31 березня 2011 року:
|          | Загалом | Допрацездатний вік | Працездатний вік | Постпрацездатний вік |
| -------- | ------- | ------------------ | ---------------- | -------------------- |
| Чоловіки | 303     | 77                 | 200              | 26                   |
| Жінки    | 304     | 75                 | 177              | 52                   |
| Разом    | 607     | 152                | 377              | 78                   |